# Fabriciano Sigampa
Fabriciano Sigampa (* 15. September 1936 in Vichigasta; † 31. März 2021 in La Rioja) war ein argentinischer Geistlicher und römisch-katholischer Erzbischof von Resistencia. 

## Leben
Fabriciano Sigampa empfing nach seiner theologischen Ausbildung an den Seminaren in Córdoba und San Miguel de Tucumán am 12. Dezember 1970 durch Bischof Enrique Angelelli, ein Seliger der katholischen Kirche, die Priesterweihe für das Bistum La Rioja. Er war Pfarrer in Chamical, Aimogasta, Anillaco und La Rioja, später Generalvikar des Bistums während der Amtszeit von Bischof Bernhard Heinrich Witte OMI.
Papst Johannes Paul II. ernannte ihn am 22. Juni 1984 zum Bischof von Reconquista. Der Bischof von La Rioja, Bernhard Heinrich Witte OMI, spendete ihm am 3. Mai desselben Jahres in der Kathedrale von La Rioja die Bischofsweihe; Mitkonsekratoren waren Cándido Genaro Rubiolo, Erzbischof von Mendoza, und Alfredo Guillermo Disandro, Bischof von Villa María. Die Amtseinführung im Bistum Reconquista folgte am 19. Mai. Er war Mitglied der Kommissionen für das Laienapostolat, die Familien- und Gesundheitspastoral der argentinischen Bischofskonferenz sowie Präsident der Wallfahrtsseelsorge. Er zeichnete sich durch sein Engagement für die Ökumene aus.
Am 30. Dezember 1992 wurde er zum Bischof von La Rioja ernannt und am 25. März des nächsten Jahres in das Amt eingeführt. Am 17. November 2005 wurde er zum Erzbischof von Resistencia ernannt und am 26. Februar des nächsten Jahres in das Amt eingeführt.
Am 21. Februar 2013 nahm Benedikt XVI. seinen altersbedingten Rücktritt an. Er starb im Alter von 84 Jahren in La Rioja.

## Einzelnachweis
1. ↑  Murió en La Rioja monseñor Fabriciano Sigampa

| Vorgänger                   | Amt                                  | Nachfolger          |
| --------------------------- | ------------------------------------ | ------------------- |
| Juan José Iriarte           | Bischof von Reconquista 1985–1992    | Juan Rubén Martinez |
| Bernhard Heinrich Witte OMI | Bischof von La Rioja 1992–2005       | Roberto Rodríguez   |
| Carmelo Juan Giaquinta      | Erzbischof von Resistencia 2005–2013 | Ramón Alfredo Dus   |

| Personendaten    | Personendaten                                                                  |
| ---------------- | ------------------------------------------------------------------------------ |
| NAME             | Sigampa, Fabriciano                                                            |
| KURZBESCHREIBUNG | argentinischer Geistlicher und römisch-katholischer Erzbischof von Resistencia |
| GEBURTSDATUM     | 15. September 1936                                                             |
| GEBURTSORT       | Vichigasta                                                                     |
| STERBEDATUM      | 31. März 2021                                                                  |
| STERBEORT        | La Rioja                                                                       |